# Citeromyces matritensis
Citeromyces matritensis är en svampart som först beskrevs av Santa María, och fick sitt nu gällande namn av Santa María 1957. Citeromyces matritensis ingår i släktet Citeromyces, ordningen Saccharomycetales, klassen Saccharomycetes, divisionen sporsäcksvampar och riket svampar.   Inga underarter finns listade i Catalogue of Life.